# Samuel Herrera Chávez
Samuel Herrera Chávez (Zóquite, Zacatecas, 17 de septiembre de 1954) es un político mexicano, miembro actualmente del partido Movimiento Regeneración Nacional (Morena). Ha sido en dos ocasiones diputado federal y presidente municipal de Guadalupe, Zacatecas.

## Reseña biográfica
Samuel Herrera es ingeniero civil por la Universidad Autónoma de Zacatecas y tiene una maestría en Ciencias Sociales en la misma institución, en la que también a ejercido como docente.
Su primer cargo político fue el de regidor en el Ayuntamiento de Guadalupe por el Partido del Trabajo de 1992 a 1995; de 2004 a 2007 fue diputado al Congreso de Zacatecas, cargo al que pidió licencia para ser candidato del PRD y electo presidente municipal de Guadalupe para el periodo de 2007 a 2010. Solicitó licencia a la presidencia municipal para ser candidato a diputado federal por el Distrito 4 de Zacatecas, siendo electo a la LXI Legislatura y en la que fue presidente de la Comisión Especial de seguimiento a los Fondos Aportados por los Extrabajadores Mexicanos Braceros.
En 2018 fue postulado en segunda ocasión candidato a diputado federal en representación del mismo distrito electoral por la coalición Juntos Haremos Historia. Fue elegido a la LXIV Legislatura cuyo periodo  es de 2018 a 2021 y en donde es secretario de la comisión de Infraestructura, e integrante de la comisión de Asuntos Migratorios y de la comisión de Desarrollo Metropolitano, Urbano, Ordenamiento Territorial y Movilidad.
El 19 de octubre de 2021 tomo protesta al cargo de  director general del Colegio Estudios Científicos Y Tecnológicos del Estado de San Luis Potosí (CECyTESLP). A propuesta del Gobernador del Estado Ricardo Gallardo Cardona.